# Lecanophora subacaulis
Lecanophora subacaulis är en malvaväxtart som beskrevs av Antonio Krapovickas. Lecanophora subacaulis ingår i släktet Lecanophora och familjen malvaväxter. Inga underarter finns listade i Catalogue of Life.